# Kossuth (Wisconsin)
Kossuth es un pueblo ubicado en el condado de Manitowoc en el estado estadounidense de Wisconsin. En el Censo de 2010 tenía una población de 2.090 habitantes y una densidad poblacional de 20,9 personas por km².

## Geografía
Kossuth se encuentra ubicado en las coordenadas 44°11′27″N 87°44′8″O / 44.19083, -87.73556. Según la Oficina del Censo de los Estados Unidos, Kossuth tiene una superficie total de 100 km², de la cual 99.26 km² corresponden a tierra firme y (0.73%) 0.73 km² es agua.

## Demografía
Según el censo de 2010, había 2.090 personas residiendo en Kossuth. La densidad de población era de 20,9 hab./km². De los 2.090 habitantes, Kossuth estaba compuesto por el 97.7% blancos, el 0.05% eran afroamericanos, el 0.24% eran amerindios, el 0.77% eran asiáticos, el 0% eran isleños del Pacífico, el 0.43% eran de otras razas y el 0.81% pertenecían a dos o más razas. Del total de la población el 0.77% eran hispanos o latinos de cualquier raza.